# Wirtschaftsuniversität Tōkyō

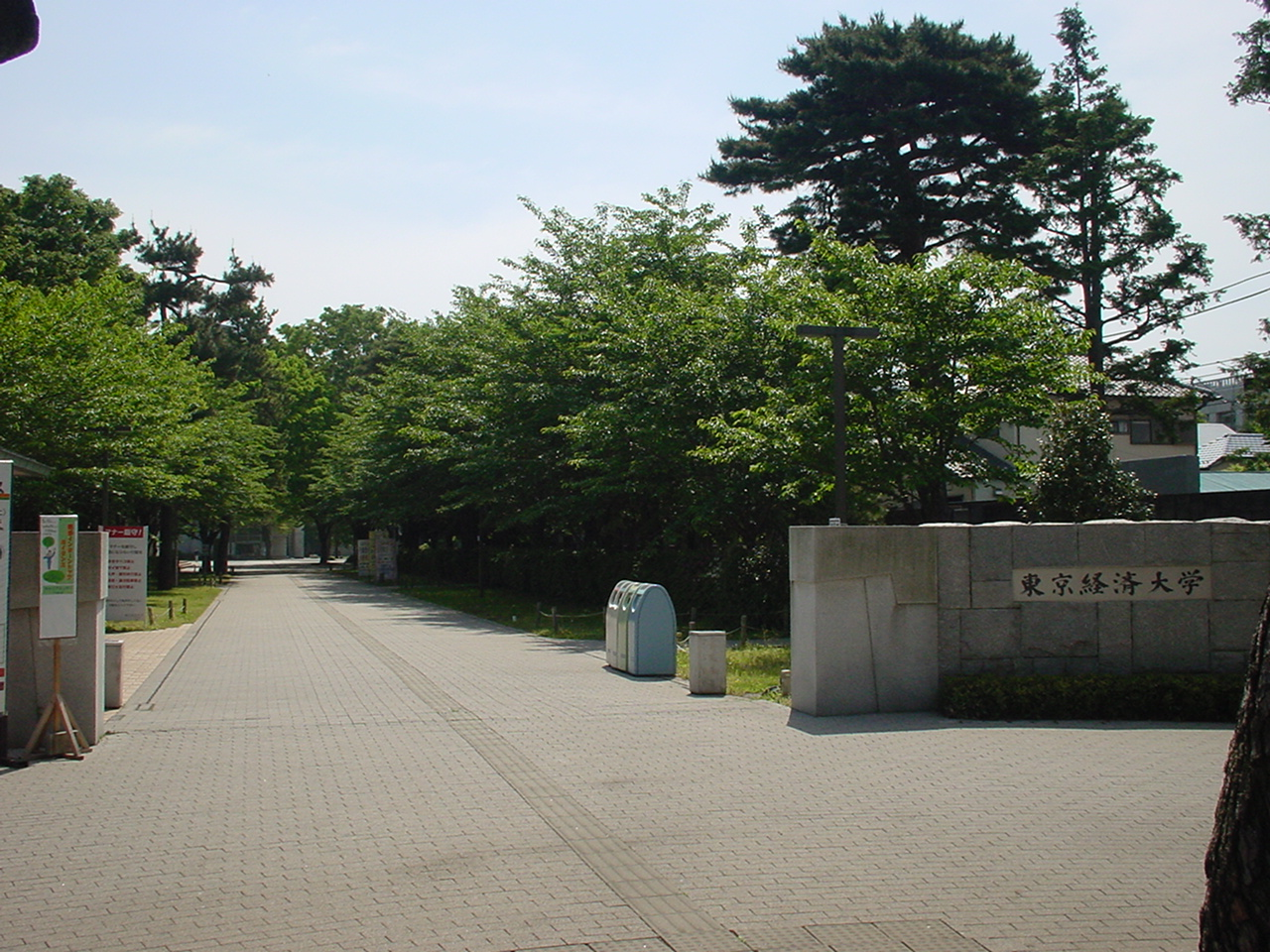
Haupttor im Kokubunji-Campus

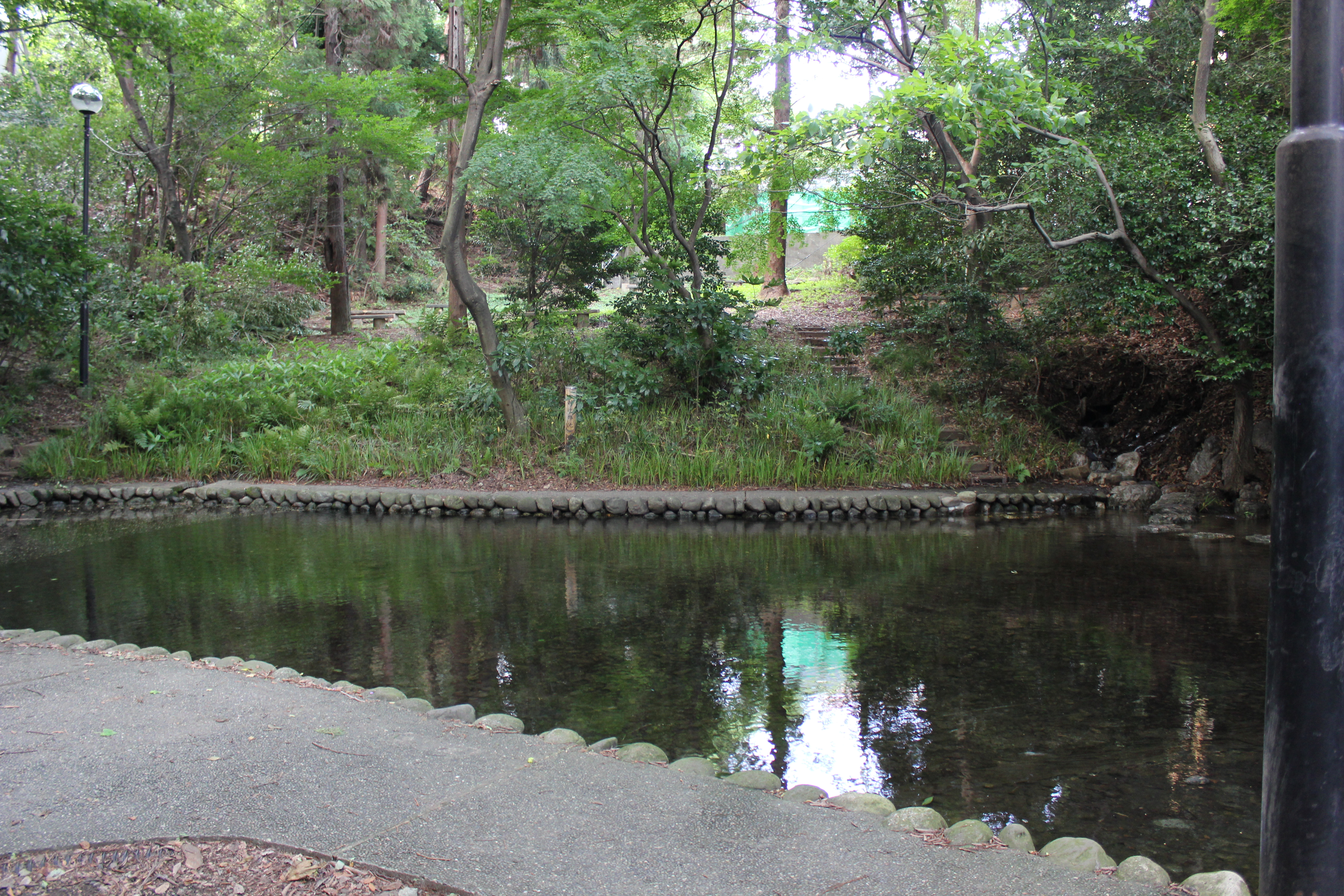
Shinjirō-Teich (Brunnen im Kokubunji-Campus)

Die Wirtschaftsuniversität Tokio, englisch Tokyo Keizai University, (japanisch 東京経済大学, Tōkyō keizai daigaku, kurz: Tōkeidai oder TKU) ist eine private Universität in Japan. Der Hauptcampus liegt in Kokubunji in der Präfektur Tokio.

## Geschichte
Die Universität wurde 1900 als Ōkura-Handelsschule (大倉商業学校, Ōkura shōgyō gakkō) gegründet. Der Gründer war Ōkura Kihachirō (1837–1928), ein japanischer Unternehmer. Der Zweck der Gründung war die Erziehung der Kaufleute, die mit Ausländer gleich konkurrieren könnten. Die Schule lag in Akasaka-Aoichō (赤坂葵町, heute Toranomon 2-chōme, Minato-ku, Tokio. 35° 40′ 2,8″ N, 139° 44′ 42,9″ O).
1919 entwickelte sie sich zur Höheren Handelsschule Ōkura (大倉高等商業学校, Ōkura kōtō shōgyō gakkō). 1944 wurde sie in Ōkura-Wirtschaftsfachschule (大倉経済専門学校, Ōkura keizai semmon gakkō) umbenannt. Im Mai 1945 wurden die Schulgebäude durch den Krieg zerstört. 1946 zog die Schule in den heutigen Kokubunji-Campus.
1949 entwickelte die Wirtschaftsfachschule sich zur Wirtschaftsuniversität Tokio. Zuerst hatte sie nur eine Fakultät (Volkswirtschaftslehre). Sie gründete dann mehr Fakultäten: Betriebswirtschaftslehre (1964), Kommunikationswissenschaft (1995) und Moderne Rechtswissenschaft (2000). 1980 änderte die Universität ihren englischen Namen von Tokyo College of Economics in Tokyo Keizai University.

## Fakultäten
- Fakultät für Volkswirtschaftslehre
- Fakultät für Betriebswirtschaftslehre
- Fakultät für Kommunikationswissenschaft
- Fakultät für Moderne Rechtswissenschaft

Alle Fakultäten befinden sich im Kokubunji-Hauptcampus. Sporteinrichtungen liegen im Musashimurayama-Campus (35° 44′ 39,9″ N, 139° 23′ 40,9″ O).